# 나토 바치나제
나토 바치나제(조지아어: ნატო ვაჩნაძე, 1904년 6월 14일 ~ 1953년 6월 14일)는 조지아의 배우이다. 1941년에 그루지야 소비에트 사회주의 공화국 인민예술가 칭호와 스탈린상을 받았다.